# La Pobla de Claramunt
Pour les articles homonymes, voir Claramunt.
La Pobla de Claramunt est une commune de la province de Barcelone, en Catalogne, en Espagne, de la comarque d'Anoia.

## Géographie
À la sortie de La Pobla de Claramunt, dans le canton de l'Anoia, en direction de Capellades, commence sur la droite une piste en pente douce qui mène au château, un édifice majestueux restauré dès 1995 et ouvert au public depuis 1997. Situé en haut d'une colline de 461 m d'altitude, il occupe une surface de 5 404 m2. Une promenade tranquille mène au pied de la première muraille présentant des tours semi-circulaires et carrées. De l'extérieur sont visibles l'abside de l'église romane et l'imposante enceinte supérieure. Tout l'édifice montre encore les fonctions de stratégie et de contrôle du territoire qui l'ont défini au cours de son histoire. Le sommet offre une magnifique vue panoramique sur les alentours, notamment sur la Conca d'Odena. Les versants sont surtout peuplés de pinèdes, avec un sous-bois d’espèces méditerranéennes et des restes d'anciens champs d'oliviers et d'amandiers.

## Histoire
Le château de Claramunt est documenté dès 978. En tant que château de frontière, il faisait partie de la délimitation du comté de Barcelone pour contrer les attaques de Sarrasins. Les chevaliers de Claramunt, premiers seigneurs du château, ont détenu la domination exclusive des terres aux Xe et XIe siècles. Dès le début du XIIe siècle, les vicomtes de Cardona apparaissent comme des seigneurs allodiaux.
En 1306, les Claramunt de la branche de la Torre de Claramunt ont transféré leurs droits aux Cordona. Par la suite, le château a été le centre administratif de la domination seigneuriale des Cardona-Medinaceli sur les terres de la Conda d'Odena, à l'exception d'Igualada. Les fouilles archéologiques ont révélé les phases des travaux de la fin du XIIIe siècle, de la fin du XVe et du XVIIe siècle.
Depuis les dommages subis en 1463 pendant la guerre entre Jean II et la Diputacio del General, la forteresse a subi plusieurs transformations. Après la guerre, Joan Ramon Folc III de Cardona a ordonné la reconstruction du château qui s'est prolongée jusqu'au XVIe siècle. Vers 1714, à cause de la guerre de Succession, le château a été partiellement démoli, restant alors inhabité pour toujours. Au cours de la dernière guerre carliste, il a été fortifié pour la dernière fois en y ajoutant deux tours de guet.
En 1898, le Tribunal Suprême a aboli définitivement le seigneuriage juridictionnel des ducs de Medinaceli sur La Pobla de Claramunt.

En 1925, Alphonse XIII a octroyé le marquisat de la Pobla de Claramunt à Antoni Miquel i Costas, industriel papetier, qui avait payé l'aplanissement du chemin d'accès et une restauration partielle de la forteresse. L'ensemble monumental fait actuellement partie du patrimoine de la Generalitate de Catalunya et la gestion revient au ministère catalan de la Culture et des Médias et à la mairie de La Pobla de Claramunt.